# Islands herrlandslag i handboll
Islands herrlandslag i handboll representerar Island i handboll på herrsidan. Laget spelade sin första landskamp den 15 februari 1950, då man i Lund föll med 7-15 mot Sverige.
Island började under 1980-talet och 1990-talet spela bättre och etablera sig i världstoppen, och handbollsherrarna var länge ett av Islands mest framgångsrika landslag, i början av 2000-talet dock med konkurrens av Islands herrlandslag i fotboll som också börjat spela allt bättre. Vid Olympiska sommarspelen 2008 i Peking tog Island OS-silver i handboll för herrar, efter finalförlust mot Frankrike.
Island har deltagit i VM 22 gånger, där bästa placeringen är en 5:e plats i VM 1997 i Japan. När Island var på hemmaplan i VM 1995 kom de bara på en 14:de plats.

## Spelare i urval
- Alfreð Gíslason (även tränare)
- Snorri Guðjónsson
- Aron Pálmarsson
- Guðjón Valur Sigurðsson
- Ólafur Stefánsson